# Venarey-les-Laumes
Venarey-les-Laumes è un comune francese di 3 062 abitanti situato nel dipartimento della Côte-d'Or nella regione della Borgogna-Franca Contea.

## Società

### Evoluzione demografica
Abitanti censiti